# Carlo Chatrian

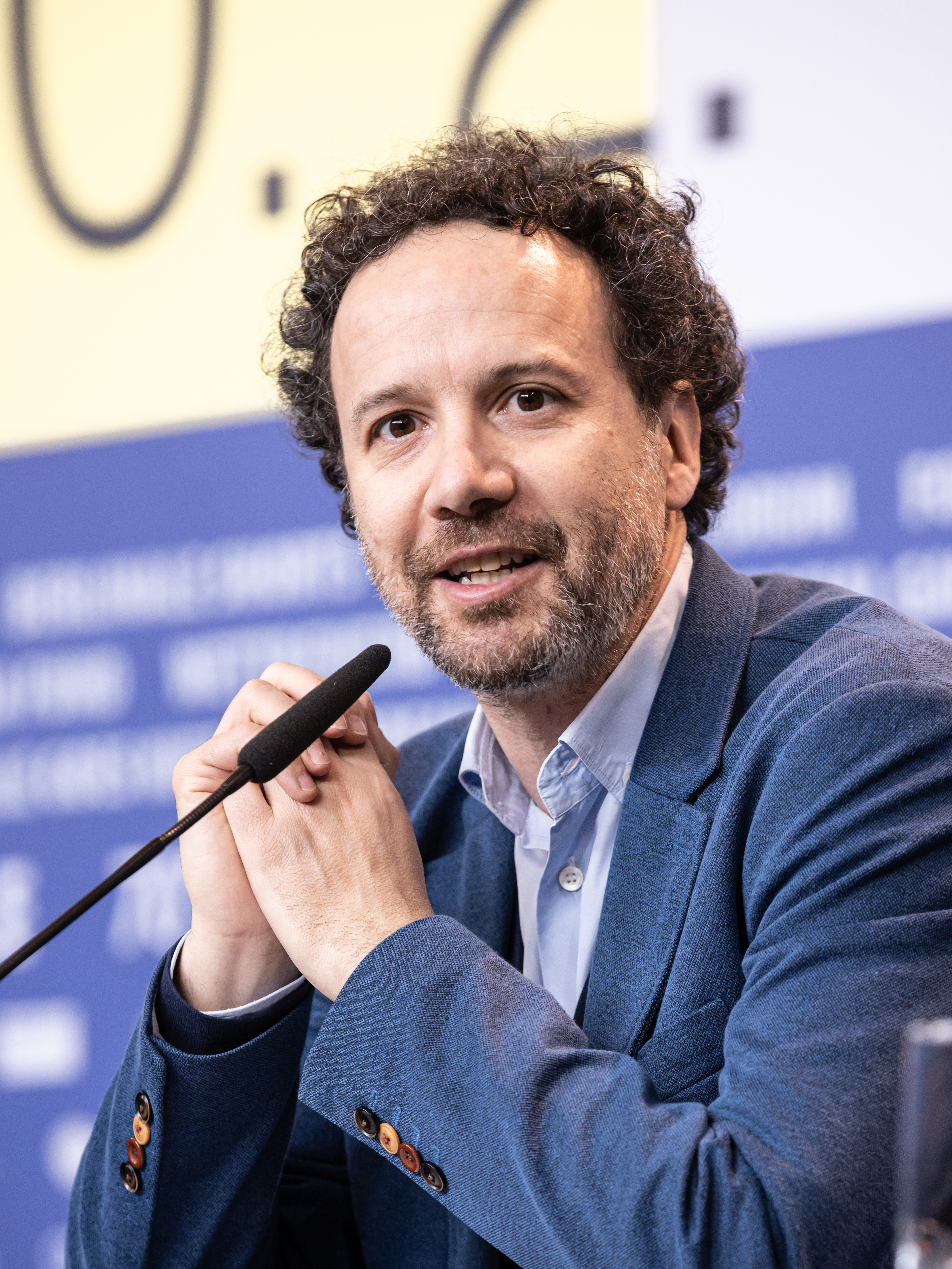
Carlo Chatrian während der Berlinale 2020

Carlo Chatrian (geboren am 9. Dezember 1971 in Turin) ist ein italienischer Filmkritiker und Filmfestivalorganisator. 

## Leben
Carlo Chatrian studierte Literatur und Philosophie an der Universität Turin und erhielt 1994 die Laurea. 
Chatrian schreibt für verschiedene Filmzeitschriften und veröffentlichte eine Anzahl von Büchern. Er arbeitet bei Filmfestivals. Seit 2002 war er Mitglied im Auswahlkomitee in Locarno und seit 2008 dort Kurator einer Reihe. Von 2001 bis 2007 war er Vizedirektor des Filmfestivals in Alba. Ab September 2012 war Chatrian künstlerischer Leiter des Internationalen Filmfestivals von Locarno. Am 24. August 2018 wurde Lili Hinstin vom Verwaltungsrat des Filmfestivals von Locarno zur künstlerischen Leiterin gewählt, sie folgte Chatrian mit 1. Dezember 2018 in dieser Funktion nach.
Seit Juni 2019 war Chatrian künstlerischer Leiter der Berlinale und stellte zusammen mit Mariette Rissenbeek die erste Doppelspitze. Im September 2023 gab er bekannt, das Festival nach der 74. Berlinale zu verlassen, da sein Vertrag nicht verlängert werde. Internationale Stars der Filmwelt protestierten daraufhin gegen Kulturstaatsministerin Claudia Roth. Im April 2024 folgte ihm die US-Amerikanerin Tricia Tuttle als Intendantin der Berliner Filmfestspiele.
2020 wurde er in die Academy of Motion Picture Arts and Sciences berufen.
Im Jahr 2022 nahm Chatrian an der Umfrage der vom British Film Institute (BFI) herausgegebenen Filmzeitschrift Sight & Sound über die besten Filme aller Zeiten („The Greatest Films of All Time“) teil. Er wählte folgende zehn Filme aus:
- Paisà (1946) von Roberto Rossellini
- Infinitas (1992) von Marlen Chuzijew
- Sein oder Nichtsein (1942) von Ernst Lubitsch
- Jeanne Dielman (1975) von Chantal Akerman
- Sonnenaufgang – Lied von zwei Menschen (1927) von Friedrich Wilhelm Murnau
- Yeelen (1987) von Souleymane Cissé
- Amsterdam Global Village (1996) von Johan van der Keuken (Dokumentarfilm)
- Meshes of the Afternoon (1943) von Maya Deren und Alexander Hackenschmied (Kurzfilm)
- Die Reise nach Tokyo (1953) von Yasujirō Ozu
- Sie küßten und sie schlugen ihn (1959) von François Truffaut

## Schriften (Auswahl)
- mit Silvio Alovisio: Le ceneri del tempo. Il cinema di Wong Kar Wai.  TraccEdizioni, Piombino 1997.
- mit Giorgia Brianzoli: Il mulino delle immagini : il cinema di Johan van der Keuken. GS Editrice, Santhia 1999.
- mit Giorgia Brianzoli, Luca Mosso: Paesaggi umani : il cinema di Frederick Wiseman. Filmmaker Editrice, Mailand 2000.
- mit Luca Mosso: In prima persona. Il cinema di Errol Morris. Il castoro, Mailand 2002.
- mit Luciano Barisone, Giona A. Nazzaro: Io, un altro : strategie di uno sguardo filmante alla scoperta del mondo. Effata Edizioni, Cantalupa 2003.
- mit Luciano Barisone: Nicolas Philibert : i film il cinema. Effata Edizioni, Cantalupa 2003.
- mit Massimo Causo: Maurizio Nichetti : i film, il cinema e .... Effata Edizioni, Cantalupa 2005.
- mit Eugenio Renzi: Nanni Moretti. Entretiens. Cahiers du Cinéma, 2008.
- mit Daniela Persico: Claire Simon : la leggenda dietro la realtà. Mailand, 2008.
- mit Grazia Paganelli: Manga Impact : il mondo dell'animazione giapponese. Phaidon, London 2010.
- mit Daniela Persico: Emmanuel Carrère : tra cinema e letteratura. Edizioni Bietti, Mailand 2015.